# 128627 Ottmarsheim
128627 Ottmarsheim è un asteroide della fascia principale. Scoperto nel 2004, presenta un'orbita caratterizzata da un semiasse maggiore pari a 3,2027892 UA e da un'eccentricità di 0,1396184, inclinata di 4,59754° rispetto all'eclittica.